# 金錢幫
金錢幫，古龍筆下的組織，江湖中一大帮派，势力之大可比擬丐帮。
幫主為上官金虹，於百晓生《兵器谱》中排行第二，其帶領《兵器譜》中十七位高手组成此幫。後來，上官金虹與李尋歡決鬥，被其一刀刺死；而上官金虹麾下第一高手－荆無命被「飛劍客」阿飞擊败，金钱帮遂開始沒落。直到後來，上官金虹之女上官小仙聯合舊部將之重振，遂又回復往年之風采。

## 外部連結
- 組織門派